# Teodor de Melitene
Teodor de Melitene (Theodorus Meliteniota,  Θεόδωρος) fou un eclesiàstic bizantí nadiu de Melitene que va exercir els oficis de gran sacel·lari i cap de mestres (διδάσκαλος τῶν διδασκάλων) a la gran església de Constantinoble vers el final del segle xii.
Va escriure una obra sobre astronomia.